# You Raise Me Up
«You Raise Me Up» és una cançó composta per Secret Garden i Rolf Løvland, amb lletra de Brendan Graham, interpretada pel du Secret Garden, i amb més d'un centenar de versions.

## Versions
Ha estat enregistrada per més de cent artistes, entre els quals Josh Groban, el qual la va popularitzar el 2003; la banda irlandesa Westlife va fer la seva versió al Regne Unit dos anys més tard; el 2006, Il Divo la va incloure al seu disc Siempre amb el títol «Por ti Seré».
«You Raise Me Up» és interpretada com a himne contemporani en serveis religiosos. Es va utilitzar per a la sèrie d'anime Romeo × Juliet amb un to més relaxat.
Un altre cantant que la va fer popular en 2005 fou l'anglès Russell Watson, que la va incloure en un disc com a agraïment a una penosa malaltia per la qual va travessar.
A Catalunya s'ha popularitzat la versió enregistrada per Sergio Dalma i l'Escolania de Montserrat per al disc de la Marató de TV3 del 2011 amb el títol Em dones força.

## De fons
La cançó va ser escrita com una peça instrumental titulada "Silent Story." Parts de la melodia (especialment la frase d'obertura del seu cor) s'assembla a la tonada irlandesa tradicional Londonderry Ayre, coneguda com la tonada habitual a la cançó del 1910 Danny Boy. En resposta això, Løvland ha comentat: "Hi ha similituds però no hi ha plagi". Løvland es va apropar després al novel·lista i compositor irlandès Brendan Graham per escriure la lletra amb la seva melodia, després de llegir les novel·les de Graham.